# Melba Moore
Lisa Melba Moore (New York, 1945. október 29. –) Tony-díjas énekesnő, színésznő.

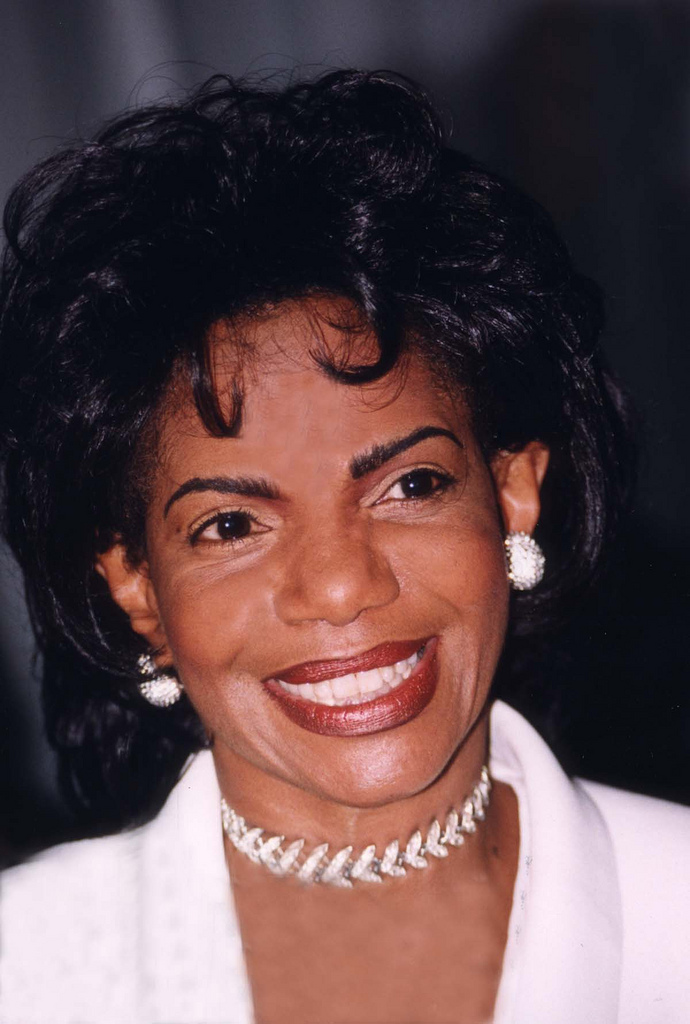
Melba Moore_1999

## Pályakép
Melba Moore karrierje 1967-ben kezdődött Sheila szerepével az off-Broadway-en. 1968-tól a Hair című musical Broadway-produkciójában játszott. 1970-ben elnyerte a legjobb musical-mellékszereplőnek járó Tony-díjat (Purlie). 1978-ban Eartha Kitt mellett tűnt fel a Timbuktu!-ban.
1972-ben saját televíziós műsort vezetett Clifton Davisszel. Az 1970-es évek közepétől Moore  sikereket ért el lemezeivel. Debütáló albuma, az I Got Love 1970-ben Grammy-díj jelölést kapott. 1976-ban Grammy-díjra is jelölték a Legjobb női R&B vokális előadás kategóriában a Lean On Me című felvétele, amelyen 35 másodpercig tart egy hangjegyet.
Az A Little Bit More (1986) és az I Can't Complain (1988) duettjei Freddie Jackson R&B énekessel szintén nagy sikert arattak.
1979-ben Moore egy kis szerepet kapott a Hair filmadaptációjában. 1986-ban egy évadon át szerepelt a Melba című saját sitcomjában, de annak gyártását  néhány epizód után abbahagyták.
1990-ben Moore felvette a Lift Ev'ry Voice and Sing című dalt, az afroamerikai polgárjogi aktivisták dalát afroamerikai előadókkal, mint Anita Baker, Dionne Warwick és Stevie Wonder. Nem utolsósorban e kiadvány miatt ismerte el a dalt a Congressional Records − az Egyesült Államok Kongresszusának hivatalos folyóirata az afroamerikaiak hivatalos nemzeti himnuszaként. A dal top 10-es siker volt az R&B listákon.
1998-ban nőknek szóló műsora volt (Sweet Songs: A Journey In One Life).
A 2000-es években Moore a gospel zene felé fordult.

### Magánélet
1974 szeptemberében Melba Moore hozzáment Charles Huggins zenei menedzserhez és üzletemberhez, akitől lánya született. Moore és Huggins 1991-ben elvált. 1999-ben Huggins pert indított Moore ellen, azt állítva, hogy Moore nyilvánosan rágalmazta és gazdaságilag bántalmazta. 2015-ben Hugginst tíz év börtönre ítélték piramisjáték működtetése miatt. Akkorra Moore és Huggins kibékült. Moore 2014-ben nyilvánosan bejelentette, hogy ő a volt férje mögött áll.

## Színház
- Hair (1967)
- Purlie (1970)
- Timbuktu! (1978)
- Inacent Black (1981)
- Broadway at the Bowl (1988)
- From the Mississippi Delta (1993)
- Les Misérables (1995)
- Brooklyn (2006)
- Straight 2the Head (2013)
- Great God A'Mighty (2013)
- Lady Day at Emerson's Bar and Grill (2018)
- After Midnight (2018)

## Albumok
- 1971: Look What You’re Doing to the Man
- 1975: Peach Melba
- 1976: This Is It
- 1976: Melba (1976)
- 1978: Melba (1978)
- 1979: Burn
- 1981: What a Woman Needs
- 1982: The Other Side of the Rainbow
- 1983: Never Say Never
- 1985: Read My Lips
- 1986: A Lot of Love
- 1988: I’m in Love
- 1990: Soul Exposed

## Filmek
- Cotton Comes to Harlem (1970) – énekesnő az Apollo Színházban
- The Sidelong Glances of a Pigeon Kicker (1970) – Model at Party
- Lost in the Stars (1974) – Irina
- Christmas with Flicka (1987) – Önmaga
- All Dogs Go to Heaven (1989) – Whippet Angel
- Yakety Yak, Take It Back (1991) – Önmaga és Tibi the Take it Back Butterfly (hangja)
- The Fighting Temptations (2003) – Bessie Cooley, Cuba Gooding Jr., Beyoncé Knowles

## Díjak
- 1970: Tony-díj (Legjobb női mellékszereplő musicalben)
- 2023: Hollywood Walk of Fame